# Sybra scutellata
Sybra scutellata là một loài bọ cánh cứng trong họ Cerambycidae.